# Lutherlinde Leutewitz

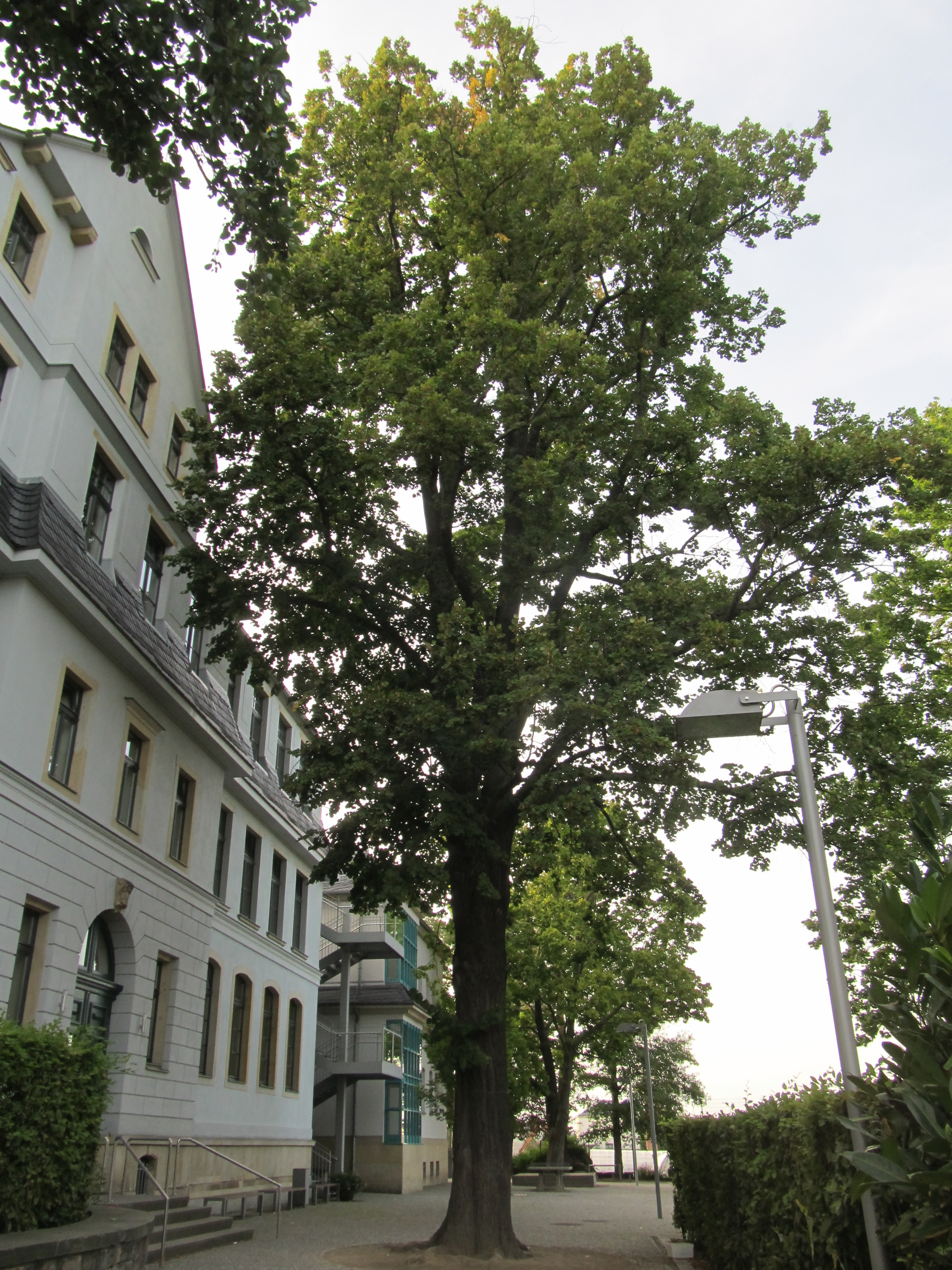
Lutherlinde Leutewitz vor dem Eingang der 75. Grundschule

Die Lutherlinde Leutewitz ist ein zum 400. Geburtstag des Reformators Martin Luther am 10. November 1883 gepflanzter Gedenkbaum im heutigen Dresdner Stadtteil Leutewitz. Die Sommerlinde (Tilia platyphyllos) steht östlich vor der 75. Grundschule, deren ältester Teil 1876 erbaut wurde.

## Geschichte
Der 1882 von der Schule abgegangene Oskar Sommer erhielt von seinem Dienstherren, dem Ockerwitzer Gutsbesitzer Adolf Zscheile, den Auftrag, am 10. November 1883 eine ausgesuchte Linde auszugraben. Sie wurde am gleichen Tag vor der Schule gepflanzt und als Lutherlinde geweiht. Dies verewigte der inzwischen als Melkermeister tätige Sommer 50 Jahre später in einem Gedicht.

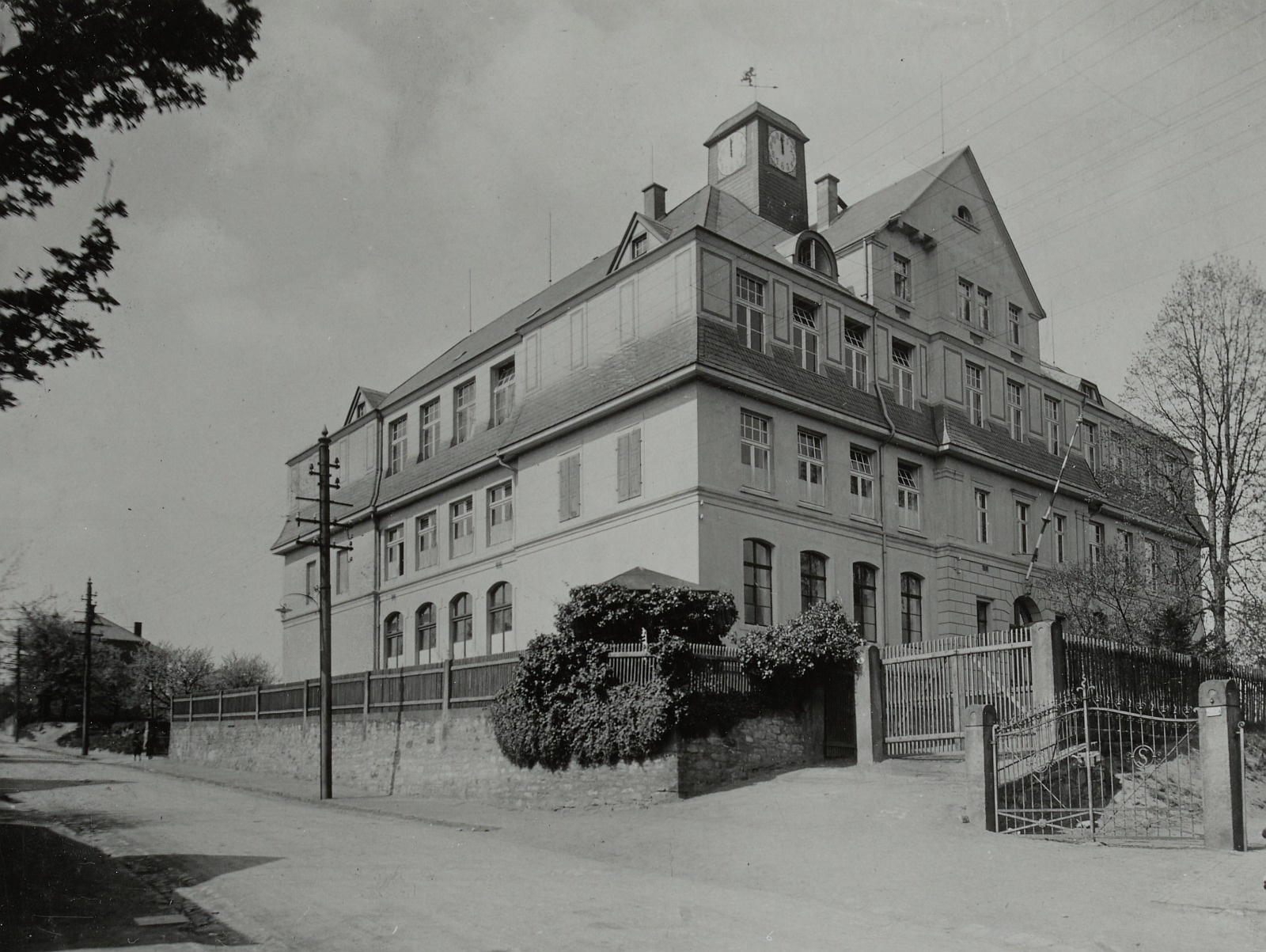
Die bereits erweiterte Schule in den 1910er Jahren mit der Lutherlinde, Blick von der Warthaer Straße

Um die Jahrhundertwende hatte der Baum bereits die Höhe des Schulgebäudes erreicht. Jenes wurde 1911 aufgestockt und erweitert. Mit der Eingemeindung von Leutewitz nach Dresden wurde aus der Leutewitzer Schule die 75. Volksschule Dresdens. Die zuvor zum Leutewitzer Schulbezirk gehörenden Orte Omsewitz, Burgstädtel und Ockerwitz kamen erst 1930 bzw. 1999 zum Stadtgebiet.
Bei den Luftangriffen auf Dresden blieb die Linde unbeschädigt, wie ein 1948 von Lehrer Max Meinhold zum 65. Pflanzjubiläum verfasstes Gedicht mitteilt:
Die Linde vor der Schulhaustür

[…]

Du sahst die Zeiten kommen, gehen,

sie waren schön, sie wurden schwer.

Du fragtest stumm: was ist geschehen?

Ein Schweigen schwebte um dich her.

Doch trotztest du geheimen Mächten,

du strebtest weiter himmelan,

selbst in den vielen Bombennächten

hat dir kein Splitter wehgetan.

[…]
Zum 125. Schuljubiläum im Jahr 2001 hatte die Lutherlinde einen Stammumfang von 2,9 Metern und eine Höhe von 25 Metern erreicht, womit sie abermals das Schulgebäude überragte. Abweichend davon gibt der Dresdner Themenstadtplan (ohne Bezugsjahr) eine Höhe von 24 Metern und einen Kronendurchmesser von 17 Metern bei einem Stammdurchmesser von 97 Zentimetern an, was einem Stammumfang von etwa 3,05 Metern entspricht.